# 木本芳雄
木本 芳雄 / 奇本 芳雄（きもと よしお、1946年 ‐ ）は、山形県出身の高校野球指導者、高校野球解説者、社会科教諭。旧姓・奇本。

## 来歴
神奈川県の武相高等学校野球部では5番・一塁手、副主将として、1964年の第46回全国高等学校野球選手権大会に出場している。駒澤大学進学後は、足の怪我を理由に指導者への転身を勧められ、母校・武相高のコーチを頼まれる。熱心に有望な中学生のスカウトにあたっていた。更に大学3年の時に武相高の監督が辞めた際には、奇本（当時）が実質的な監督状態となっていた。武相高からは大学の学費まで出してもらえており、教員になれるよう支援され、あとは正式な打診を待つばかりであった。しかし、学内の事情により、別の指導者が正式な監督に就任、はしごを外された状態となってしまう。
1968年に創部3年目の桐蔭学園高等学校野球部監督に就任した。1971年、大塚喜代美‐土屋恵三郎のバッテリーを擁し、第53回全国高等学校野球選手権大会に同校を甲子園初出場させるとともに初優勝を果たした。当時大卒3年目、24歳という若さでの快挙だった。ただ選手権大会優勝校監督が就任することが慣例の日米親善高校野球（同年はハワイ州で開催）は、当時の出入国管理法により在日コリアンの奇本（当時）は日本国外に出国できず、準優勝校の福島県立磐城高等学校の須永徳中が就いた。以後、桐蔭学園では甲子園出場はならず、1982年に教え子の土屋に監督の座を譲った。
1984年8月に藤嶺学園藤沢高等学校の野球部監督に就任。翌年の第67回全国高等学校野球選手権大会に同校を初出場させた。のち、母校の武相高校野球部監督も務めている。
2006年、育成功労賞を受賞。
2013年7月27日（土曜日）15:00 - 15:54にTBSテレビ「スパニチ!!」で放送された『同窓会』（出川哲朗、パンチ佐藤、堤下敦の出演で武相高校を特集）に、堤下の恩師としてサプライズ出演。

## 指導した選手
- 水上善雄（桐蔭学園）
- 堤下敦（武相）
- 石井貴（藤嶺藤沢）